# آهنگ‌های قزاق
آهنگ‌های قزاق آهنگ‌های محلی است که توسط قزاق‌های ایجاد شده‌است. 

## منطقه دنیپروپتروفسک، اوکراین
آهنگ‌های قزاق دنیپروپتروفوسک (اوکراین: Козацькі пісні Дніпропетровщини)، آهنگ‌های قزاقهای زاپوروژیا در منطقه دنیپروپتروفسک ، به عنوان میراث فرهنگی ناملموس ذکر شده‌اند که نیاز به محافظت فوری دارند. آهنگ‌های قزاق به‌طور سنتی شامل آواز مردانه است. این آهنگ‌ها امروزه اغلب توسط زنان اجرا می‌شود، اما بندرت در گروه‌های مختلط اجرا می‌شود. در لیست یونسکو از گروه‌های سرود Krynytsia , Bohuslavochka و Pershotsvit نام برده شده‌است.

### لیست میراث فرهنگی ناملموس
سال ۲۰۱۴ در منطقه دنیپروپتروفسک گروه ابتکاری پرونده نامزدی برای درج آوازهای قزاق در فهرست میراث ناملموس یونسکو آغاز شد. در تاریخ ۲۸ نوامبر ۲۰۱۶، کمیته حفاظت از فهرست میراث فرهنگی ناملموس آوازهای قزاق منطقه دنیپروپتروفسک را در فهرست میراث فرهنگی ناملموس قرار داد که نیاز به حفاظت فوری دارند. طبق گفته کمیته، این آثار که توسط جوامع قزاق در منطقه خوانده می‌شود، در مورد فاجعه جنگ و تجربیات شخصی سربازان صحبت می‌کنند. این اشعار ارتباط معنوی با گذشته را حفظ می‌کنند، اما سرگرم‌کننده نیز هستند.